# Белград Оупън
Белград Оупън (на английски: Belgrade Open) е професионален турнир по тенис за мъже от ATP Tour 250, който се провежда в Белград, Сърбия, играе се на закрити твърди кортове в зала Белград Арена.

## История
Турнирът се провежда за първи път през 2021 г. на клей с едногодишен лиценз. През 2024 г. се завръща в календара, но вече на твърда настилка в зала, заменя Хихон Оупън и ще се проведе поне две години.

## Финали

### Сингъл мъже
| Година | Шампион                 | Финалист                | Резултат                |
| ------ | ----------------------- | ----------------------- | ----------------------- |
| 2024   | Денис Шаповалов         | Хамад Медиедович        | 6 – 4, 6 – 4            |
| 2023   | Турнирът на се провежда | Турнирът на се провежда | Турнирът на се провежда |
| 2022   | Турнирът на се провежда | Турнирът на се провежда | Турнирът на се провежда |
| 2021   | Новак Джокович          | Алекс Молчан            | 6 – 3, 6 – 4            |